# Lluna nova
|  | Aquest article tracta sobre la fase lunar. Vegeu-ne altres significats a «Lluna nova (desambiguació)». |

Lluna nova

Lluna nova o noviluni és la fase lunar durant la qual la cara de la Lluna que enfronta la Terra no està il·luminada pel Sol. Durant aquesta fase, la Terra, la Lluna i el Sol se situen en aquest ordre en l'espai. En aquesta fase es poden produir eclipsis de Sol.